# Wikipédia en ukrainien
Wikipédia en ukrainien (en ukrainien : Украї́нська Вікіпе́дія) est l’édition de Wikipédia en ukrainien, langue slave orientale parlée principalement en Ukraine et dans la diaspora ukrainienne. L'édition est lancée en janvier 2004,. Son code est : uk.
Au 21 mars 2025, l'édition en ukrainien contient 1 370 820 articles et compte 793 154 contributeurs, dont 3 264 contributeurs actifs et 49 administrateurs.

## Présentation

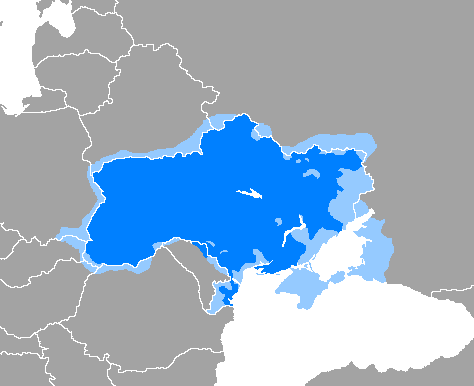
Aire de diffusion de l'ukrainien.
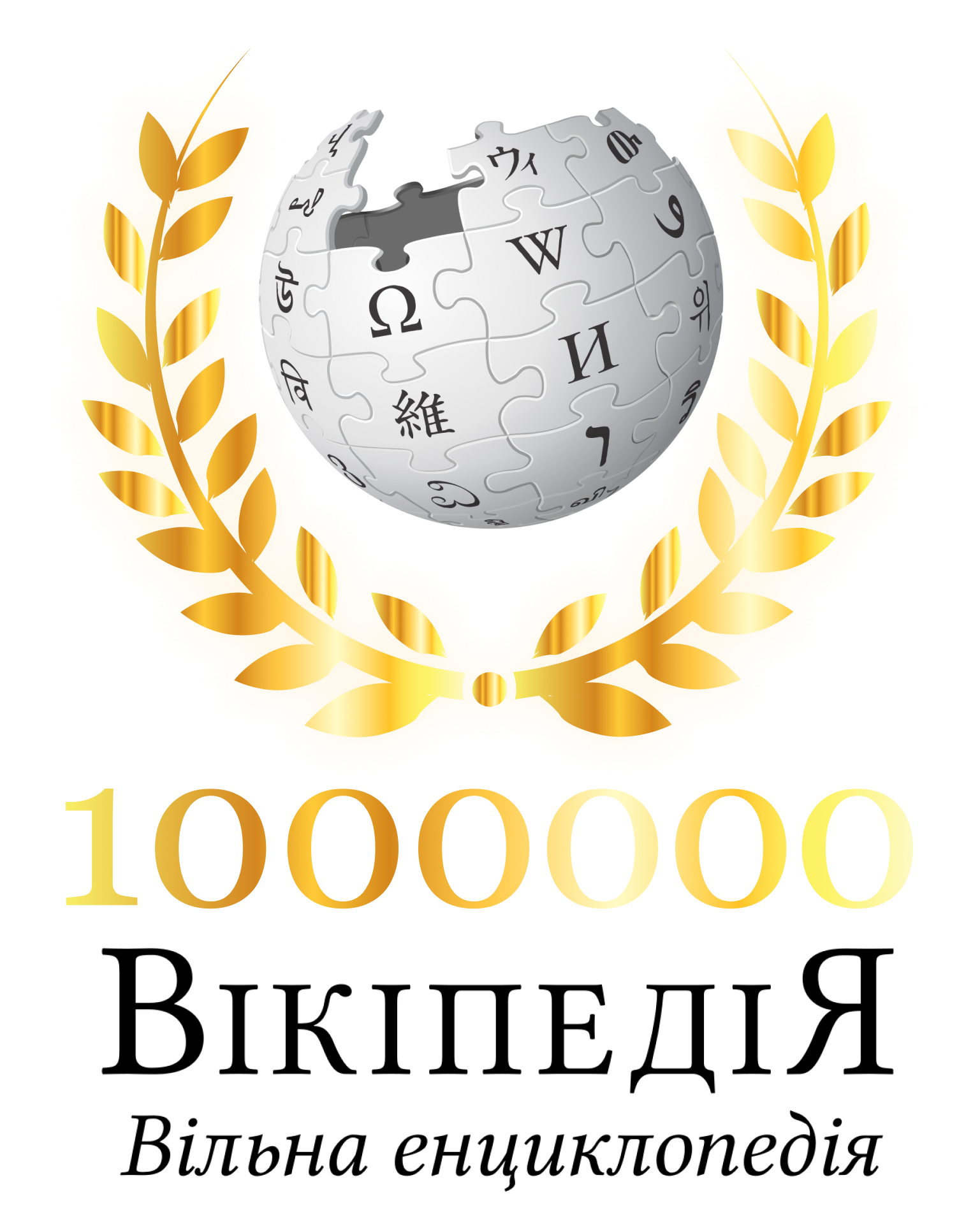
Au passage du million d'articles.

## Statistiques

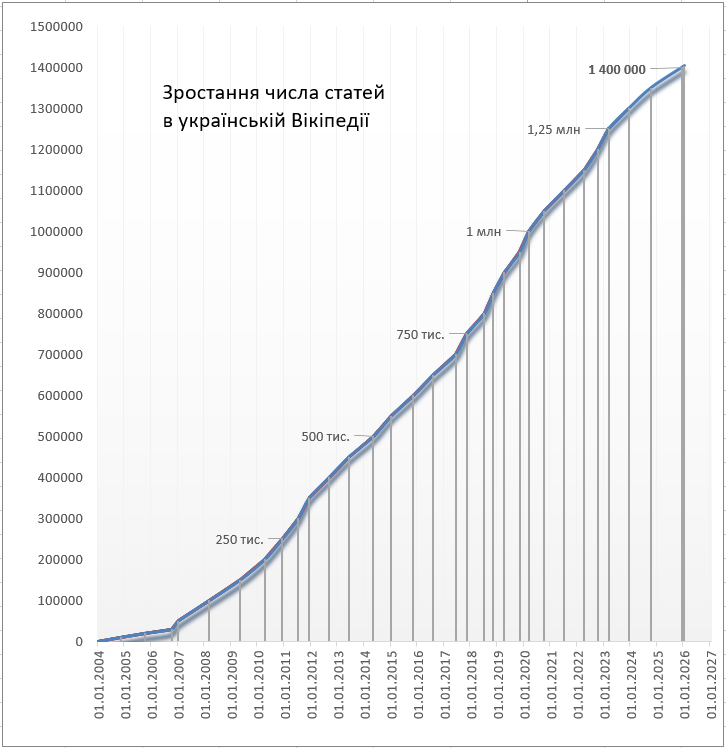
Croissance du nombre d'articles dans l'édition en ukrainien.

- Le 16 janvier 2007, l'édition en ukrainien atteint 50 000 articles.
- Le 28 mars 2008, elle atteint 100 000 articles.
- En février 2009, elle compte plus de 138 000 articles et 27 000 utilisateurs enregistrés.
- En janvier 2012, elle compte plus de 360 000 articles et 123 000 utilisateurs enregistrés.
- Le 23 septembre 2012, elle atteint la quatorzième place des versions de Wikipédia les plus consultées (entre les versions vietnamienne et catalane)[3].
- En décembre 2012, d'après les statistiques de la Wikimedia Foundation, la Wikipédia ukrainienne totalise 70,1 millions de visiteurs par mois sur sa page d'accueil, représentant le dix-neuvième site le plus visité au monde[4].
- Le 11 juillet 2013, elle compte 453 019 articles et 183 638 utilisateurs, ce qui fait la 16e version de Wikipédia en nombre d'articles.
- Le 26 juin 2016, elle compte 640 111 articles.
- Le 6 novembre 2022, elle contient 1 204 107 articles et compte 653 268 contributeurs, dont 3 343 contributeurs actifs et 47 administrateurs.
- Le 18 décembre 2023, elle contient 1 301 265 articles et compte 724 709 contributeurs, dont 3 613 contributeurs actifs et 51 administrateurs.
- Le 10 août 2024, elle contient 1 340 189 articles et compte 760 697 contributeurs, dont 2 903 contributeurs actifs et 49 administrateurs.